# Farlowella schreitmuelleri
Farlowella schreitmuelleri és una espècie de peix d'aigua dolça de la família dels loricàrids i de l'ordre dels siluriformes. Es troba a la conca inferior del riu Amazones a Sud-amèrica. Va ser descrit per Ernst Ahl el 1937.
Poden assolir fins a 18,1 cm de longitud total.